# Herschel (Jihoafrická republika)
Herschel je vesnice v Jihoafrické republice, která byla založena v roce 1879. Nachází se v provincii Východní mys a byla nazvána po anglickém astronomovi Johnu Herschelovi, který pobýval v jižní Africe v letech 1833 – 1838.